# Руби, Гарри
Га́рри Рубенште́йн (англ. Harry Rubenstein), профессионально известный как Га́рри Ру́би (англ. Harry Ruby; 27 января 1895, Нью-Йорк, Нью-Йорк — 23 февраля 1974, Вудленд-Хиллз, Калифорния) — американский композитор, сценарист и актёр. В 1970 году был включён в Зал славы композиторов.

## Биография
Руби родился и вырос в Нью-Йорке. Он хотел стать профессиональным бейсболистом, однако позже ему пришлось отказаться от этой идеи. В начале своей карьеры Руби выступал в водевилях в качестве пианиста вместе с Bootblack Trio и Messenger Boys.
С 1917 по 1920 годы совместно с Эдгаром Лесли, Сэмом Льюисом, Джо Янгом и Джорджем Джесселом работал над созданием таких песен, как «What’ll We Do Saturday Night When the Town Goes Dry», «When Those Sweet Hawaiian Babies Roll Their Eyes», «Come on Papa», «Daddy Long Legs» и «And He’d Say Oo-La-La Wee Wee». Их сотрудничество продолжалось вплоть до того, как в 1920 году Руби встретил Берта Кэлмара. Они были успешным дуэтом на протяжении почти трёх десятков лет и написали множество композиций, включая «I Wanna Be Loved by You», «Three Little Words», «Nevertheless I'm in Love with You» и «A Kiss to Build a Dream On», за которую в 1952 году они получили премию «Оскар» в номинации «Лучшая песня к фильму».
В 1930 году Руби переехал в Голливуд, где помимо песен также стал писать сценарии к фильмам. Кроме своей основной деятельности он принимал участие в съёмках фильмов как актёр. Он снялся в нескольких художественных фильмах, в которых исполнял в основном эпизодические роли, а также в нескольких телесериалах и телешоу в роли себя самого.
После смерти Кэлмара в 1947 году Руби продолжил писать, но его произведения уже не имели такого успеха, как те, что были созданы вместе с Кэлмаром. В 1950 году MGM выпустила байопик о дуэте Кэлмара и Руби под названием «Три маленьких слова», в котором Руби сыграл Ричард Скелтон, а Кэлмара Фред Астер. Название картины было выбрано в честь самой успешной из их совместных работ: песни «Three Little Words».
Гарри Руби умер 23 февраля 1974 года в Вудленд-Хиллз в Калифорнии. Его тело было кремировано, а урна с прахом помещена в колумбарий Chapel of the Pines Crematory в Лос-Анджелесе.

## Избранные работы

### Песни, созданные совместно с Бертом Кэлмаром
- 1923 — «Who's Sorry Now?»
- 1928 — «I Wanna Be Loved by You»
- 1928 — «I Love You So Much»
- 1930 — «Three Little Words»
- 1931 — «Nevertheless I’m in Love with You»
- 1933 — «Hail, Hail Fredonia»
- 1932 — «What A Perfect Combination»
- 1935 — «A Kiss to Build a Dream On»

### Сценарии к фильмам
- 1932 — Лошадиные перья[англ.]
- 1932 — Малыш из Испании[англ.]
- 1933 — Утиный суп
- 1934 — Hips, Hips, Hooray![англ.]
- 1934 — Цирковой клоун[англ.]
- 1935 — Bright Lights[англ.]
- 1938 — Поют все
- 1944 — Maisie Goes to Reno[англ.]